# USS Raton (SS-270)
USS Raton (SS/SSR/AGSS-270) là một tàu ngầm lớp Gato từng phục vụ cùng Hải quân Hoa Kỳ trong Chiến tranh Thế giới thứ hai. Nó là chiếc tàu chiến duy nhất của Hải quân Hoa Kỳ được đặt cái tên này, theo tên cá raton, một loài trong họ Cá vây tua. Nó đã phục vụ trong suốt Thế chiến II, thực hiện tổng cộng tám chuyến tuần tra, đánh chìm 13 tàu Nhật Bản, bao gồm hai tàu frigate, với tổng tải trọng 44.178 tấn. Được cho ngừng hoạt động sau khi xung đột chấm dứt vào năm 1949, con tàu được huy động trở lại để tiếp tục phục vụ trong giai đoạn Chiến tranh Lạnh từ năm 1953 đến năm 1969, lần lượt được xếp lại lớp như một tàu ngầm cột mốc radar SSR-270 và như một tàu ngầm phụ trợ AGSS-270, rồi cuối cùng bị bán để tháo dỡ vào năm 1973. Raton được tặng thưởng sáu Ngôi sao Chiến trận do thành tích phục vụ trong Thế Chiến II.

## Thiết kế và chế tạo
Lớp tàu ngầm Gato được thiết kế cho mục đích một tàu ngầm hạm đội nhằm có tốc độ trên mặt nước cao, tầm hoạt động xa và vũ khí mạnh để tháp tùng hạm đội chiến trận. Con tàu dài 311 ft 9 in (95,02 m) và có trọng lượng choán nước 1.525 tấn Anh (1.549 t) khi nổi và 2.424 tấn Anh (2.463 t) khi lặn. Chúng trang bị động cơ diesel dẫn động máy phát điện để cung cấp điện năng cho bốn động cơ điện, đạt được công suất 5.400 shp (4.000 kW) khi nổi và 2.740 shp (2.040 kW) khi lặn, cho phép đạt tốc độ tối đa 21 hải lý trên giờ (39 km/h) và 9 hải lý trên giờ (17 km/h) tương ứng. Tầm xa hoạt động là 11.000 hải lý (20.000 km) khi đi trên mặt nước ở tốc độ 10 hải lý trên giờ (19 km/h) và có thể hoạt động kéo dài đến 75 ngày và lặn được sâu tối đa 300 ft (90 m).
Lớp tàu ngầm Gato được trang bị mười ống phóng ngư lôi 21 in (530 mm), gồm sáu ống trước mũi và bốn ống phía phía đuôi tàu, chúng mang theo tối đa 24 quả ngư lôi. Vũ khí trên boong tàu gồm một hải pháo 3 inch/50 caliber, và thường được tăng cường một khẩu pháo phòng không Bofors 40 mm nòng đơn và một khẩu đội Oerlikon 20 mm nòng đôi, kèm theo súng máy .50 caliber và .30 caliber. Tiện nghi cho thủy thủ đoàn bao gồm điều hòa không khí, thực phẩm trữ lạnh, máy lọc nước, máy giặt và giường ngủ cho hầu hết mọi người, giúp họ chịu đựng cái nóng nhiệt đới tại Thái Bình Dương cùng những chuyến tuần tra kéo dài đến hai tháng rưỡi.
Raton được đặt lườn tại xưởng tàu của hãng Manitowoc Shipbuilding Company ở Manitowoc, Wisconsin vào ngày 29 tháng 5, 1942. Nó được hạ thủy vào ngày 24 tháng 1, 1943, được đỡ đầu bởi bà C. C. West, và được cho nhập biên chế cùng Hải quân Hoa Kỳ vào ngày 13 tháng 7, 1943 dưới quyền chỉ huy của Hạm trưởng, Thiếu tá Hải quân James White Davis.

## Lịch sử hoạt động

### 1943
Sau khi hoàn tất việc chạy thử máy của xưởng tàu tại hồ Michigan, Raton được chất lên một sà lan để được kéo dọc theo sông Mississippi từ Manitowoc đến New Orleans, Louisiana, nơi nó được tiếp tục trang bị hoàn thiện trước đưa đi vào hoạt động. Sau khi hoàn tất việc chạy thử máy huấn luyện tại vùng kênh đào Panama, chiếc tàu ngầm chuẩn bị để được điều động sang khu vực Mặt trận Thái Bình Dương. Nó lên đường vào ngày 19 tháng 9, 1943 và đi đến Brisbane, Australia vào ngày 16 tháng 10, nơi nó giá nhập Lực lượng Tàu ngầm Đệ Thất hạm đội.

#### Chuyến tuần tra thứ nhất
Khởi hành từ Brisbane, Raton hướng đến Tulagi thuộc quần đảo Solomon để thực hiện chuyến tuần tra đầu tiên từ ngày 20 tháng 11 đến ngày 6 tháng 12 tại các khu vực quần đảo Bismarck, Solomon và New Guinea. Vào ngày 24 tháng 11, tại vị trí về phía Tây Massau, nó phát hiện hai tàu buôn được hai tàu khu trục cùng một thủy phi cơ Nakajima A6M2-N "Rufe" hộ tống bảo vệ. Nó theo dõi đoàn tàu cho đến đêm trước khi phóng ngư lôi tấn công, đánh chìm được chiếc tàu chở hàng Onoe Maru (6.667 tấn); nó đã bốn lượt tìm cách tiếp cận để tấn công chiếc tàu buôn còn lại nhưng đều bị các tàu khu trục đối phương ngăn chặn.
Bốn ngày sau đó, Raton phát hiện một đoàn tàu vận tải đang trên đường hướng đến Rabaul, bao gồm năm tàu buôn được hai tàu hộ tống bảo vệ. Một lượt tấn công ngầm đã đánh chìm được các tàu chở hàng Hokko Maru (5.347 tấn) và Yuri Maru (6.787 tấn), trước khi chịu đựng đợt phản công bằng mìn sâu của các tàu hộ tống. Nó tiếp tục theo dõi đoàn tàu, và trong một đợt tấn công ban đêm đã gây hư hại cho một tàu chở hàng thứ ba, nhưng đã sử dụng gần hết số ngư lôi mang theo, nên kêu gọi các tàu ngầm bạn đến trợ giúp. Tàu chị em Gato (SS-212) đi đến nơi để tham gia vào cuộc săn đuổi, nhưng lại bị hai tàu khu trục đối phương tấn công. Raton trồi lên mặt nước và di chuyển hết tốc độ để thu hút sự chú ý của tàu đối phương; và Gato nhân cơ hội đó đánh chìm chiếc Columbia Maru. Nó hoàn tất chuyến tuần tra khi đi đến vịnh Milne, New Guinea để nghỉ ngơi và tái trang bị cặp bên mạn tàu tiếp liệu tàu ngầm USS Fulton (AS-11).

### 1944

#### Chuyến tuần tra thứ hai
Trong chuyến tuần tra thứ hai từ ngày 11 tháng 12, 1943 đến ngày 25 tháng 1, 1944 tại khu vực Mindanao–Celebes–Halmahera, Raton đã tấn công một đoàn bốn tàu buôn và hai tàu khu trục trong eo biển Morotai vào ngày 24 tháng 12, 1943, đánh chìm được chiếc Heiwa Maru (5.578 tấn) và gây hư hại cho một tàu sân bay phụ trợ. Sang ngày 2 tháng 1, 1944, nó bắt gặp hai tàu chở dầu được một  tàu khu trục lớp Fubuki hộ tống tại vị trí về phía Tây Bắc đảo Falang trên tuyến đường hàng hải Palau. Nó đã phóng ngư lôi đánh trúng một tàu chở dầu, nhưng các tàu hộ tống đã ngăn chặn những lượt tấn công tiếp theo. Nó rời khu vực tuần tra vào ngày 19 tháng 1, và về đến căn cứ Fremantle, Australia vào ngày 25 tháng 1, nơi nó được tái trang bị cặp bên mạn tàu tiếp liệu tàu ngầm USS Pelias (AS-14).

#### Chuyến tuần tra thứ ba
Trong chuyến tuần tra thứ ba từ ngày 18 tháng 2 đến ngày 14 tháng 4 trong biển Java, eo biển Karimata và biển Đông, Raton chỉ phát hiện được hai tàu buôn và được tàu ngầm chị em Rasher (SS-269) đánh chìm.

#### Chuyến tuần tra thứ tư
Khởi hành vào ngày 19 tháng 5 cho chuyến tuần tra thứ tư tại các khu vực biển Đông và biển Java, Raton đã ngăn chặn hai tàu vận tải ven biển về phía Bắc quần đảo Tambelan vào ngày 23 tháng 5, và đánh chìm chúng bằng hải pháo. Đến chiều tối hôm đó, nó bắt gặp một đoàn ba tàu vận tải được bốn tàu khu trục hộ tống, và đã phóng ngư lôi đánh chìm một tàu frigate (800 tấn) cùng gây hư hại cho một tàu vận tải. Vào ngày 27 tháng 5, lúc 06 giờ 15 phút, Raton chịu đựng hai cú chấn động mạnh mà nó cho là những vụ nổ dưới nước hoặc bị va chạm; đó lại là hai quả ngư lôi phóng từ Lapon (SS-260), khi chiếc tàu ngầm chị em đang truy tìm một tàu ngầm đối phương trong khu vực, và nhận định nhầm Raton là mục tiêu đang truy tìm. Đây là vụ bắn nhầm duy nhất giữa hai tàu ngầm Hoa Kỳ trong Thế Chiến II; hai quả ngư lôi mà Lapon phóng ra đã may mắn không kích nổ và chỉ gây những vết lỏm trên thân Raton.
Sang ngày 28 tháng 5, Raton phát hiện và theo dõi một tàu ngầm Kiểu L, nhưng không thể đi vào vị trí tấn công thuận lợi. Đến đêm 6 tháng 6, nó trông thấy một đoàn 11 tàu vận tải được bốn tàu khu trục hộ tống bảo vệ; loạt ngư lôi phóng ra đã trúng đích ba quả, đánh chìm được chiếc Tàu Phòng vệ Duyên hải số 15 (khoảng 800 tấn), nhưng đối phương cũng phản ứng quyết liệt với đợt tấn công bằng mìn sâu kéo dài. Đến ngày 13 tháng 6, nó phá hủy một thuyền buồm bằng hải pháo và bắt giữ 11 tù binh. Chiếc tàu ngầm tiếp tục đánh chìm một tàu vận tải nhỏ với một quả ngư lôi vào ngày 17 tháng 6, và cứu được chín người sống sót. Nó kết thúc chuyến tuần tra khi quay trở về căn cứ Fremantle vào ngày 23 tháng 6, nơi nó được tái trang bị cặp bên mạn tàu tiếp liệu tàu ngầm Orion (AS-18).

#### Chuyến tuần tra thứ năm
Trong chuyến tuần tra thứ năm từ ngày 18 tháng 7 đến ngày 10 tháng 9 tại khu vực biển Đông ngoài khơi đảo Luzon, Philippines, Ratonchỉ đánh trúng và làm mắc cạn một tàu chở dầu trong vịnh Dasol vào ngày 4 tháng 8.

#### Chuyến tuần tra thứ sáu
Khởi đầu chuyến tuần tra thứ sáu tại khu vực biển Đông từ ngày 6 tháng 10, Raton xâm nhập được vào giữa một đoàn chín tàu vận tải vào đêm 18 tháng 10, và phóng đồng loạt tất cả ngư lôi từ phía mũi lẫn phía đuôi tàu, đánh chìm được các tàu chở hàng Shiranesan Maru (4.739 tấn) và tàu chở hành khách Taikai Maru (3.812 tấn), cùng gây hư hại cho một chiếc thứ ba. Một lượt tấn công tiếp theo đã gây hư hại cho một tàu chở hàng khác. Do sắp cạn ngư lôi, đồng thời cũng để né tránh một cơn bão đang đến gần, chiếc tàu ngầm rút lui về Mios Woendi thuộc quần đảo Schouten để tiếp liệu trước khi tiếp nối chuyến tuần tra.
Rời Mios Woendi vào ngày 27 tháng 10, Raton đụng độ một đội đặc nhiệm Nhật Bản bao gồm hai tàu tuần dương hạng nặng và năm tàu hộ tống vào ngày 6 tháng 11. Đợt tấn công ngầm của nó đã phóng trúng ba quả ngư lôi vào một  tàu tuần dương lớp Mogami, nhưng chưa đủ để loại Kumano ra khỏi vòng chiến. Năm ngày sau đó, nó cùng tàu ngầm chị em Ray (SS-271) tấn công một đoàn bốn tàu buôn được ba tàu hộ tống bảo vệ, đánh chìm được tàu chở dầu Unkai Maru số 5 (2.841 tấn) và tàu phụ trợ Kurasaki (989 tấn) với bốn quả ngư lôi. Nó kết thúc chuyến tuần tra khi quay trở về căn cứ Trân Châu Cảng, rồi tiếp tục quay về vùng bờ Tây, đi đến San Francisco, California vào ngày 1 tháng 12, nơi nó được đại tu tại Xưởng hải quân Mare Island tại Vallejo, California.

### 1945

#### Chuyến tuần tra thứ bảy
Sau khi hoàn tất việc sửa chữa, Raton lên đường vào ngày 13 tháng 3, 1945 để hướng sang quần đảo Hawaii, nơi nó được tiếp tục huấn luyện ôn tập. Con tàu rời Trân Châu Cảng vào ngày 20 tháng 4 để bắt đầu chuyến tuần tra thứ bảy tại khu vực Hoàng Hải. Trong đợt tấn công vào đêm 2 tháng 5, nó phóng ngư lôi đánh chìm tàu chở dầu Toryu Maru (1.992 tấn) ngoài khơi bán đảo Sơn Đông bất chấp hỏa lực hải pháo từ hai tàu hộ tống; rồi cùng ngày hôm đó đã đánh chìm tàu chở hàng Rezikan Maru (1.311 tấn) trong một đợt tấn công ngầm. Đến ngày 16 tháng 5, nó lại tấn công hai tàu chở hàng, và đánh chìm được chiếc Eiju Maru (2.455 tấn). Nó kết thúc chuyến tuần tra khi quay trở về căn cứ Guam vào ngày 25 tháng 5, nơi nó được bảo trì cặp bên mạn tàu tiếp liệu tàu ngầm USS Proteus (AS-19).

#### Chuyến tuần tra thứ tám
Raton khởi hành từ Guam cho chuyến tuần tra thứ tám, cũng là chuyến cuối cùng, vào ngày 22 tháng 6. Nó làm nhiệm vụ tìm kiếm và giải cứu ngoài khơi Hong Kong phục vụ cho các chiến dịch không kích những mục tiêu của quân Nhật tại Đài Loan và Trung Quốc. Chiếc tàu ngầm không tìm thấy mục tiêu nào phù hợp, cũng như không giải cứu máy bay nào bị rơi, nên quay trở về vịnh Subic, Philippines vào ngày 23 tháng 7 để bảo trì. Nó đang chuẩn bị lên đường cho chuyến tuần tra tiếp theo khi Nhật Bản chấp nhận đầu hàng vào ngày 15 tháng 8, giúp chấm dứt vĩnh viễn cuộc xung đột.

### 1945 – 1949
Rời vùng biển Philippines vào ngày 31 tháng 8 để quay trở về Hoa Kỳ, Raton về đến San Francisco vào giữa tháng 9 và được đại tu tại Xưởng hải quân Mare Island trước khi được điều động sang vùng bờ Đông. Nó băng qua kênh đào Panama và đi đến Căn cứ Tàu ngầm Hải quân New London tại New London, Connecticut vào ngày 12 tháng 3, 1946. Trong thành phần Đệ Nhị hạm đội, nó tham gia hoạt động huấn luyện tại vùng biển Bắc Đại Tây Dương và vùng biển Caribe cho đến khi được đưa về thành phần dự bị vào mùa Thu năm 1948. Nó được cho xuất biên chế vào ngày 11 tháng 3, 1949, và được đưa về Hạm đội Dự bị Đại Tây Dương, neo đậu tại New London.

### 1953 – 1959

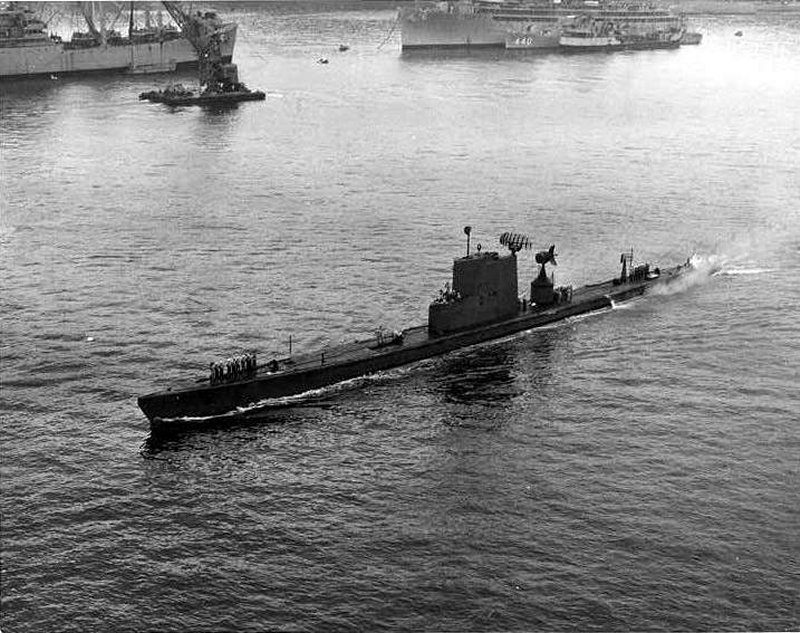
USS Raton (SSR-270) như một "tàu ngầm cột mốc radar", giai đoạn 1953–1960.

Vào tháng 7, 1952, Raton được kéo đến Xưởng hải quân Philadelphia tại Philadelphia, Pennsylvania để được cải biến thành một "tàu ngầm cột mốc radar". Nó được xếp lại lớp và mang ký hiệu lườn mới SSR-270 vào ngày 18 tháng 7, 1952, rồi tái biên chế trở lại vào ngày 21 tháng 9, 1953 dưới quyền chỉ huy của Hạm trưởng, Trung tá Hải quân J. K. Wills. Nó rời Philadelphia vào ngày 8 tháng 12 và hoạt động huấn luyện tại khu vực Norfolk, Virginia trước khi được điều sang khu vực Thái Bình Dương, băng qua kênh đào Panama và đi đến San Diego, California vào ngày 7 tháng 3, 1954.
Sau khi hoạt động tại chỗ từ cảng nhà San Diego, Raton lên đường vào ngày 11 tháng 5, 1955 cho một lượt biệt phái hoạt động cùng Đệ Thất hạm đội trong sáu tháng tại khu vực TâyThái Bình Dương. Khi quay trở về San Diego vào ngày 6 tháng 11, nó hoạt động huấn luyện dọc theo vùng bờ Tây trước khi có lượt biệt phái hoạt động thứ hai sang khu vực Tây Thái Bình Dương từ ngày 13 tháng 5 đến ngày 8 tháng 11, 1957. Nó tiếp tục huấn luyện trước khi được đại tu tại Xưởng hải quân Hunter's Point, San Francisco từ ngày 7 tháng 7 đến ngày 24 tháng 11, 1958.
Sau đợt đại tu, Raton tiến hành huấn luyện trước khi được phái sang hoạt động tại khu vực Tây Thái Bình Dương lần thứ ba. Chiếc tàu ngầm phục vụ cùng Đệ Thất hạm đội từ đầu tháng 3 đến giữa tháng 11, 1959, tham gia các hoạt động phối hợp cùng các lực lượng Tổ chức Hiệp ước Đông Nam Á (SEATO) và Lực lượng Phòng vệ biển Nhật Bản. Sang đầu năm 1960, Raton hoạt động tại chỗ tại khu vực San Diego, bao gồm việc thử nghiệm đánh giá các thiết bị sonar mới và huấn luyện nhân sự Đội phá hoại dưới nước (UDT: Underwater Demolition Team) trong hoạt động trinh sát.

### 1960 – 1968
Vào ngày 1 tháng 7, 1960, Raton được xếp lại lớp như một tàu ngầm phụ trợ và mang ký hiệu lườn mới AGSS-270. Sau khi được đại tu tại Xưởng hải quân Mare Island từ tháng 1 đến tháng 4, 1961, chiếc tàu ngầm lên đường vào ngày 3 tháng 7, hướng sang phía Tây cho lượt phục vụ thứ tư cùng Đệ Thất hạm đội, rồi quay trở về San Diego vào ngày 19 tháng 12. Nó trải qua năm 1962 hoạt động huấn luyện hạm đội tại vùng bờ Tây.
Trong lượt hoạt động thứ năm tại khu vực Tây Thái Bình Dương từ tháng 1 đến tháng 6, 1963, Raton tham gia hai cuộc tập trận chống tàu ngầm cùng các lực lượng Hoa Kỳ và SEATO. Sau một giai đoạn đại tu từ tháng 11, 1963 đến đầu tháng 3, 1964, nó lại được phái sang khu vực Tây Thái Bình Dương từ ngày 6 tháng 7 đến ngày 23 tháng 12, 1964, nơi nó hoạt động phối hợp cùng các đơn vị Hải quân Hoàng gia Thái Lan, Philippines và Trung Hoa Dân Quốc (Đài Loan) trong khuôn khổ Chương trình Viện trợ Quân sự.
Sau đó trong năm 1965 và đầu năm 1966, Raton hoạt động huấn luyện thường lệ tại chỗ trong khu vực San Diego. Nó khởi hành vào giữa tháng 4, 1966 cho một lượt phục vụ khác cùng Đệ Thất hạm đội, bao gồm các cuộc tập trận cùng các đơn vị hải quân trong Khối SEATO. Nó quay trở về San Diego vào ngày 17 tháng 10, 1966. Chiếc tàu trải qua năm 1967 cho các hoạt động thường lệ tại chỗ tại khu vực San Diego, bao gồm huấn luyện nhân sự cho Hải quân Dự bị Hoa Kỳ. Trong các ngày 20 và 21 tháng 5, 1968, nó tiến hành thử nghiệm xem một tàu kéo hạm đội có thể giải cứu nhân sự một tàu ngầm bị đánh chìm nằm dưới đáy biển hay không. Chiếc tàu ngầm thực hiện chuyến đi cuối cùng sang khu vực Tây Thái Bình Dương từ ngày 15 tháng 7, 1968, đi đến Yokohama, Nhật Bản vào ngày 7 tháng 8, và tham gia các hoạt động huấn luyện cùng các đơn vị Đệ Thất hạm đội và Khối SEATO. Con tàu quay trở về San Diego vào ngày 20 tháng 12.
Tại Xưởng hải quân Mare Island vào ngày 28 tháng 6, 1969, Raton được cho xuất biên chế đồng thời rút tên khỏi danh sách Đăng bạ Hải quân. Lườn tàu sau khi tháo dỡ thiết bị được sử dụng như mục tiêu thực hành tác xạ cho Hạm đội Thái Bình Dương. Cuối cùng nó bị bán cho hãng American Ship Dismantlers Corp. tại Portland, Oregon để tháo dỡ vào ngày 10 tháng 12, 1973. 

## Phần thưởng
Raton được tặng thưởng sáu Ngôi sao Chiến trận do thành tích phục vụ trong Thế Chiến II. Nó được ghi công đã đánh chìm 13 tàu Nhật Bản, bao gồm hai tàu frigate, với tổng tải trọng 44.178 tấn.
|  |                           |  |
|  | Silver star · Bronze star |  |

| Dãi băng Hoạt động Tác chiến  |                                                                         |                                      |
| Huân chương Chiến dịch Hoa Kỳ | Huân chương Chiến dịch Châu Á-Thái Bình Dương với 6 Ngôi sao Chiến trận | Huân chương Chiến thắng Thế Chiến II |